# Textrix
Textrix là một chi nhện trong họ Agelenidae.